# Yamaha XT 500
La 500 XT est un modèle de moto produit par le constructeur japonais Yamaha, apparu au salon de Tokyo en octobre 1975, à l'origine du renouveau des motos dotées de monocylindres à quatre temps et de l'engouement pour la catégorie des trails. Cette motorisation est privilégiée car plus écologique que les moteurs à deux temps.

## Historique

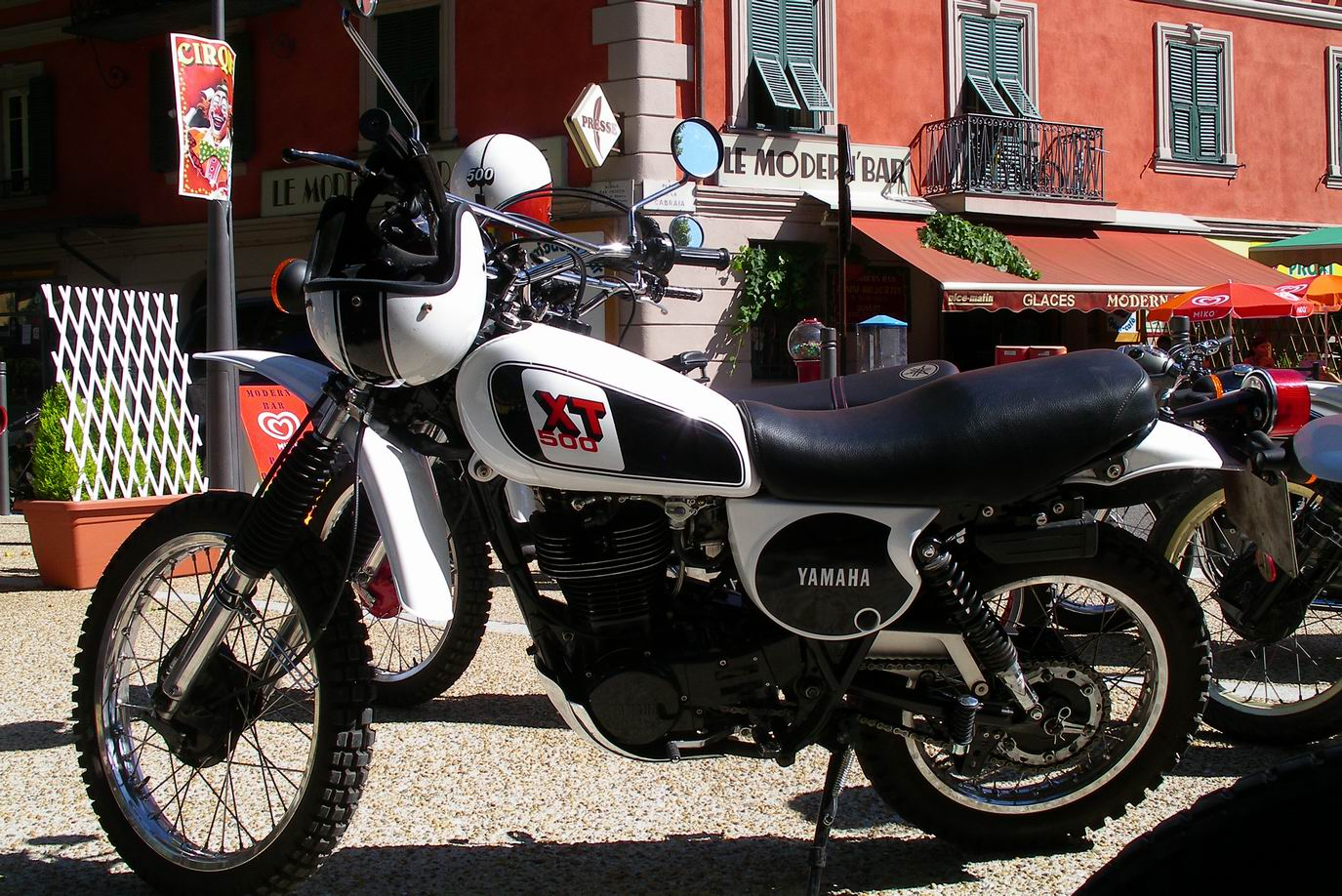
Yamaha XT 500 de 1979.

Si on ne connait pas précisément la date de lancement du projet « XT 500 », un prototype roulait au Japon dès 1973.
Le développement moteur de la XT 500 est confié à l'ingénieur japonais Shiro Nakamura à qui on doit aussi la SR500 en 1978. Le système de lubrification par carter sec (l'huile moteur est contenue dans le cadre) améliore le refroidissement du moteur.
Fin 1975, la première version apparaît au salon de Tokyo.
En mars 1976, la première version sort en France. À la demande de l'importateur français, un modèle destiné aux États-Unis est adapté pour satisfaire les normes d'homologation françaises. Jusqu'à juillet de la même année, ce sont cinq cents exemplaires qui trouveront preneurs.
En 1976, pour attirer la clientèle, Yamaha offrait aux deux cents premiers acheteurs un écusson, un certificat et un poster représentant un éclaté de la machine.
En 1977, un témoin de position du piston, visible à travers un petit hublot placé sur la culasse, apparaît ; il facilite le démarrage au kick-starter.
La photo à droite représente un modèle de 1978 (sur le premier modèle mis en vente en 1976 en Europe, le coude d'échappement passait sous le côté droit du bloc-moteur, et le sabot, en aluminium sur la photo, était en acier embouti). On distingue les jantes anodisées or (de série à partir de 1980 seulement).
Elle s'est illustrée dans les rallyes africains, notamment le Paris-Dakar avec les deux victoires de Cyril Neveu en 1979 et 1980.
La 500 XT a fait quelques apparitions cinématographiques, la plus célèbre étant en 1981 dans Rien que pour vos yeux, aux côtés de Roger Moore incarnant James Bond.
En 1982, un kit cylindre-piston JPX permettant de cuber 570 cm3, un carburateur et un pot adaptés, une fourche de Yamaha YZ, un kit disque Brembo et un réservoir de 42 L faisaient partie de l'évolution de cette machine de raids.
En 1986, le circuit électrique, jusqu'alors en 6 V, passe à 12 V. La puissance d'éclairage en est la principale gagnante.
En 1988, la version « SP » apparaît, en livrée « Shiny Black », une couleur noire présentant des reflets bleus. Les pièces de protection de l'échappement sont chromées, le sabot moteur en aluminium, roues, fourreaux de fourche et tambour en finition alu. Elle est disponible au prix de 23 768 FRF (6 763,66 EUR2023) (supplément de 1 000 FRF (284,57 EUR2023) par rapport à la version normale noire).
Ce trail a été produit jusqu'en 1989. Il a engendré une lignée d'XT (550-600-660) qui subsiste en 2015. Malgré la qualité de sa descendance, il est resté mythique et rassemble, dans les pays où il a été commercialisé, des communautés de passionnés.
En 2006, elle était la seule machine à pouvoir être engagée dans le rallye nouvellement créé par Hubert Auriol : la Légende des Héros.

## Palmarès
Source : dépliant XT 500 du constructeur.
- Rallye Abidjan-Nice 1977 :
  - 1er class. moto
  - 2e class. général
  - 3e au 8e class. moto
- Rallye Dakar 1979 :
  - 1er class. moto
  - 2e class. moto
- Rallye Dakar 1980 :
  - 1er class. moto
  - 2e class. moto
  - 3e class. moto
  - 4e class. moto
- Rallye Dakar 1981 :
  - 2e class. moto
  - 3e class. moto